# Royal Air Force Museum London

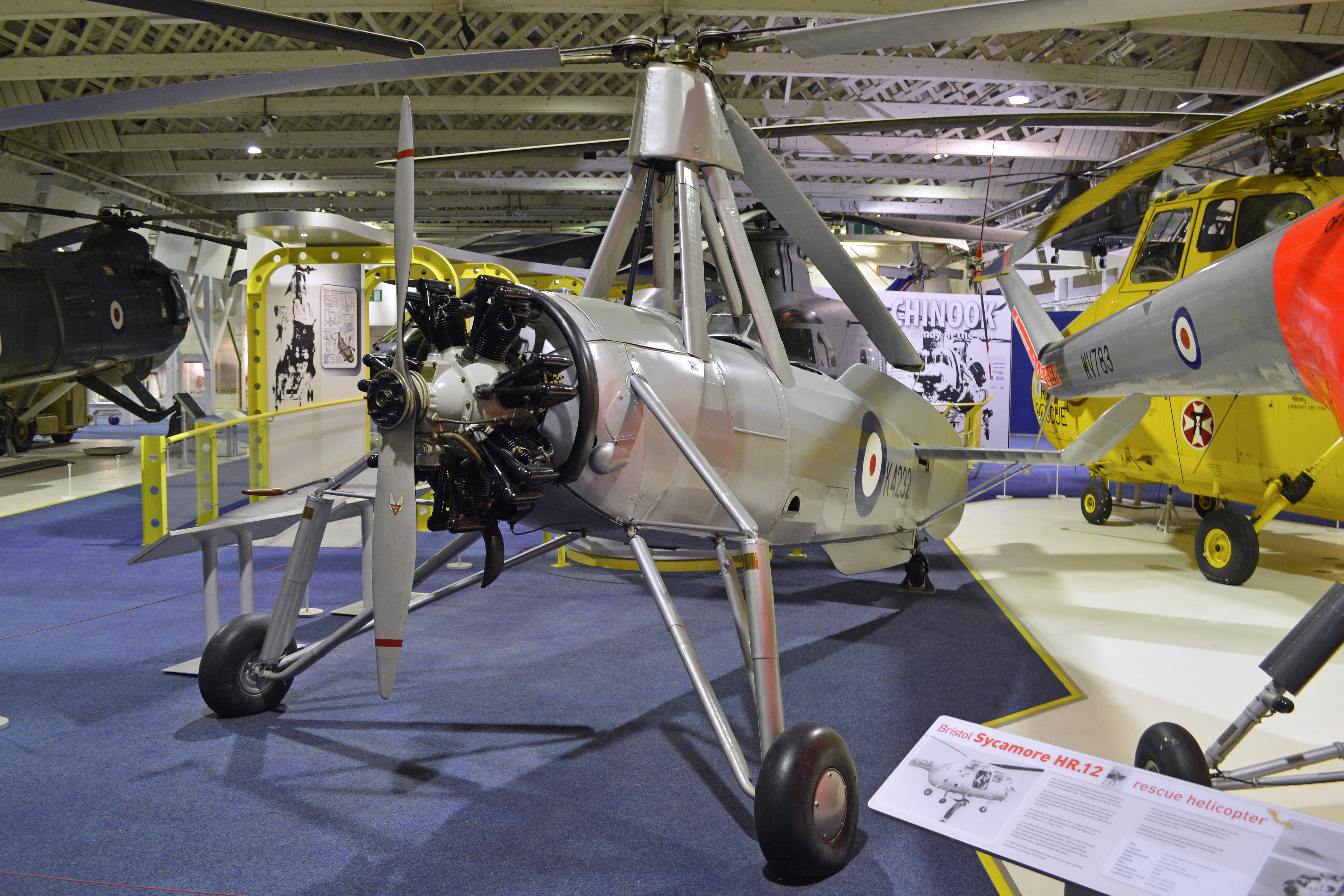
En Cierva C.30/Avro Rota, tidigare SE-AZB

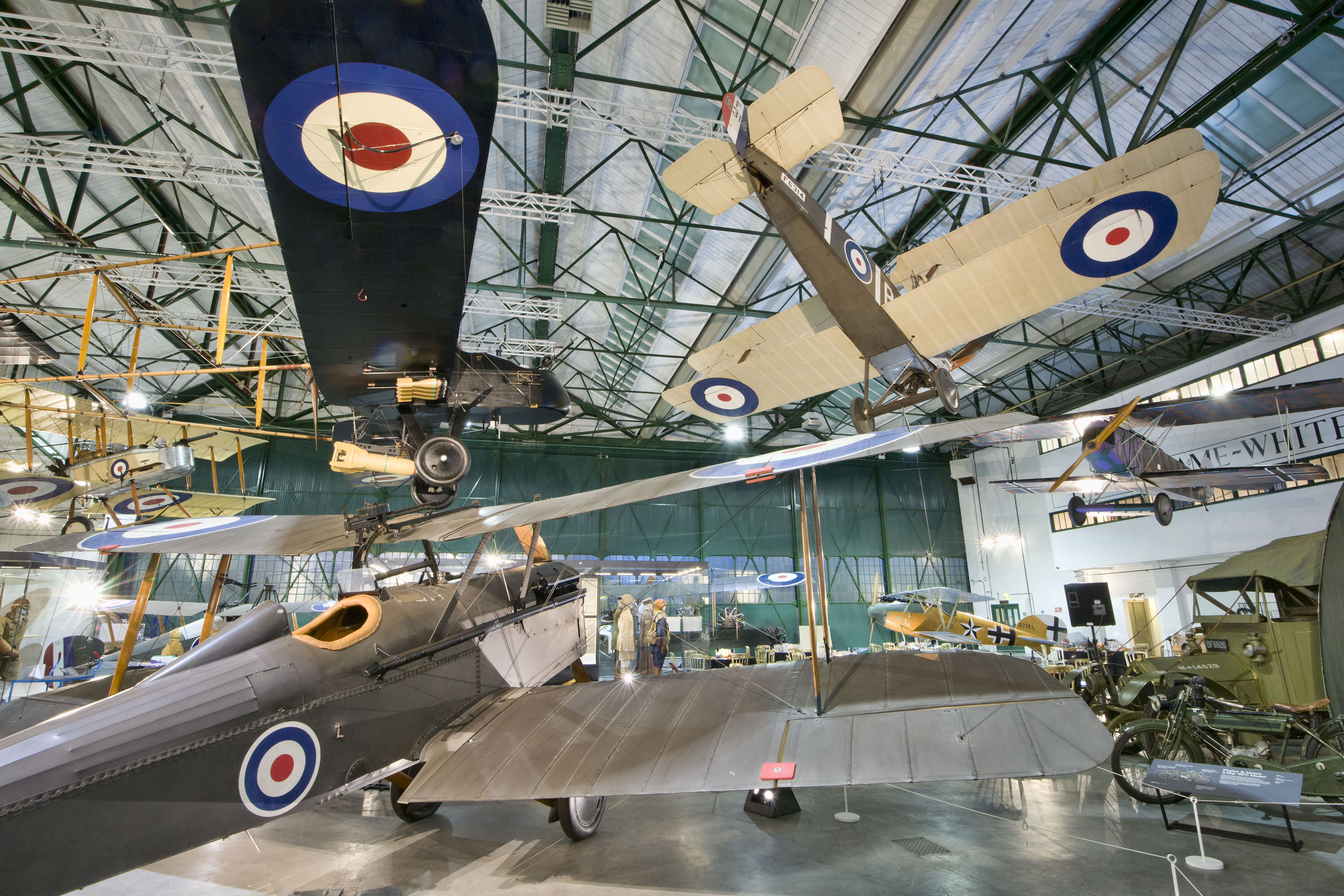
Hangar 2, tidigare Grahame-White Factory: Royal Aircraft Factory SE.5a i förgrunden, FE.2b, Sopwith Camel och Fokker D.VII upphängda från taket

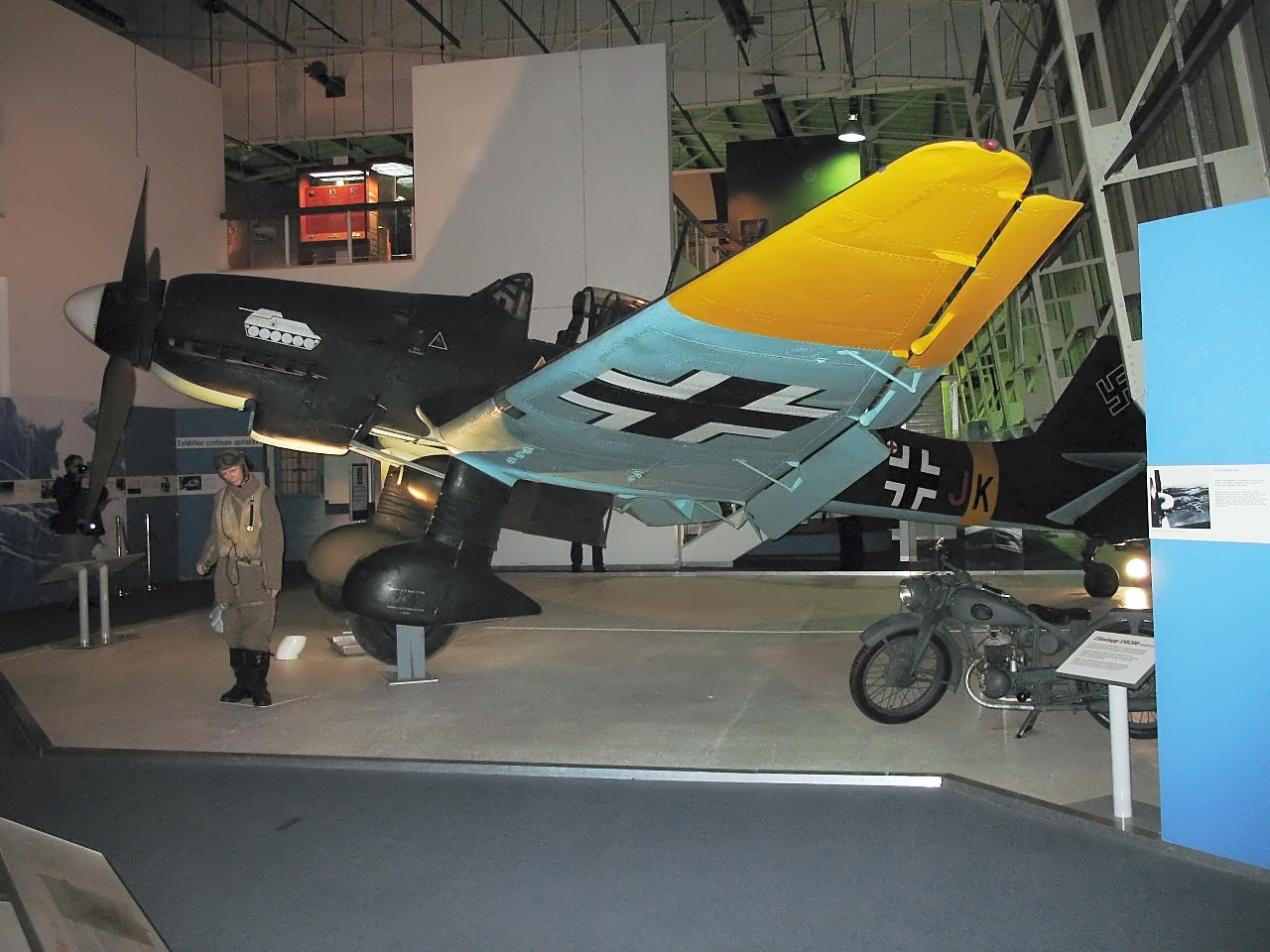
Junkers Ju 87 "Stuka" i Bomber Hall, som del av Battle of Britain-utställningen

Royal Air Force Museum London är ett brittiskt flygmuseum, som ligger på den tidigare Hendon Aerodrome i London. 
Platsen för museet i Colindale var tidigare Hendon RAF station och dessförinnan en av Storbritanniens första civila flygplatser, vilken uppfördes av Claude Grahame-White 1911. År 1914 rekvirerades flygfältet för försvaret under första världskriget. Mellan 1927 och 1939 inrymde Hendon Aerodrome "No. 601 Squadron RAF". År 1939, vid utbrottet av andra världskriget, blev Hendon återigen en bas för Royal Air Force och härbärgerade "No. 24 Squadron RAF". Under Slaget om Storbritannien var flygfältet för en kort period också bas för jaktflygplan. Militär flygverksamhet lades ned efter andra världskriget.
Museet är inrymt i sex hangarer och behandlar flygverksamhetens och det brittiska flygvapnets historia. Det öppnades 1972. Byggnaderna rymde då 36 flygplan och samlingarna har efter hand utökats. År 2010 fanns där närmare 100 flygplan, inklusive en Avro Lancaster, som gjorde 137 bombflygningar under andra världskriget.